# Colubrina humbertii
Colubrina humbertii är en brakvedsväxtart som först beskrevs av Joseph Marie Henry Alfred Perrier de la Bâthie, och fick sitt nu gällande namn av René Paul Raymond Capuron. Colubrina humbertii ingår i släktet Colubrina och familjen brakvedsväxter. Inga underarter finns listade i Catalogue of Life.